# Silo (seriál)
Silo (původně také Wool) je televizní sci-fi seriál založený na sérii románů od Hugha Howeyho. Scénář napsal Graham Yost a režie se ujal Morten Tyldum. V hlavní roli se objevuje Rebecca Ferguson, která je také výkonnou producentkou seriálu.
Seriál měl premiéru na službě Apple TV+ 5. května 2023. Druhá řada měla premiéru 15. listopadu 2024. V prosinci 2024 byla potvrzena příprava třetí a závěrečné čtvrté série.

## Synopse
V toxické dystopické budoucnosti lidstvo přežívá v obřím, 144 pater hlubokém podzemním silu. Všichni musejí dodržovat přísná pravidla, o kterých se domnívají, že byla zavedena pro jejich ochranu.

## Obsazení

### Hlavní postavy
| Rebecca Ferguson    | Juliette Nicholsová, mechanička pracující ve spodních patrech sila                                |
| Rashida Jones       | Allison Beckerová, manželka šerifa pracující v úseku IT                                           |
| David Oyelowo       | Holston Becker, šerif sila                                                                        |
| Common              | Robert Sims, šéf bezpečnosti                                                                      |
| Tim Robbins         | Bernard Holland, vedoucí úseku IT                                                                 |
| Harriet Walter      | Martha Walkerová, elektroinženýrka pracující v dílně ve spodních patrech sila                     |
| Avi Nash            | Lukas Kyle, systémový analytik pracující v úseku IT                                               |
| Rick Gomez          | Patrick Kennedy, údržbář a bývalý pašerák relikvií                                                |
| Chinaza Uche        | Paul Billings, zástupce šerifa                                                                    |
| Shane McRae         | Knox (2. řada; 1. řada vedlejší), vedoucí mechanického úseku, šéf Juliette                        |
| Remmie Milner       | Shirley Campbellová (2. řada; 1. řada vedlejší), mechanička a nejlepší kamarádka Juliette         |
| Alexandria Riley    | Camille Simsová (2. řada; 1. řada hostující), Robertova manželka, bývalá členka zásahové jednotky |
| Clare Perkins       | Carla McLainová (2. řada; 1. řada hostující), exmanželka Marthy, vedoucí úseku zásobování         |
| Billy Postlethwaite | Hank (2. řada; 1. řada vedlejší), zástupce šerifa pro spodní patra sila                           |
| Steve Zahn          | Jimmy Conroy / „Sólo“ (2. řada), jediný přeživší po povstání v Silu 17                            |
| Ashley Zukerman     | Daniel (3. řada; 2. řada hostující), kongresman Spojených států v době před stavbou sil           |
| Jessica Henwick     | Helen (3. řada; 2. řada hostující), novinářka ve Washingtonu                                      |

### Vedlejší postavy
| Will Patton        | Sam Marnes (1. řada), zástupce šerifa a blízký přítel starostky                                                     |
| Ferdinand Kingsley | George Wilkins (1. řada), počítačový nadšenec a opravář, který požádal Allison o pomoc při odkrývání tajemství sila |
| Chipo Chung        | Sandy, úřednice v šerifově kanceláři                                                                                |
| Matt Gomez Hidaka  | Terry Cooper (1. řada; 2. řada hostující), mladý mechanik a Juliettin stín                                          |
| Olatunji Ayofe     | Teddy, mechanik a jeden z kolegů Juliette                                                                           |
| Iain Glen          | Dr. Pete Nichols, porodník, otec Juliette                                                                           |
| Angela Yeoh        | Molly Karinsová, zástupce šerifa pro střední patra                                                                  |
| Tanya Moodie       | Mary Meadowsová, soudkyně a šéfka soudního úseku                                                                    |
| Caitlin Zoz        | Kathleen Billingsová, manželka Paula Billingse                                                                      |
| Akie Kotabe        | Diego, hlídač monitorující dění v silu                                                                              |
| Christian Ochoa    | Rick Amundsen (2. řada; 1. řada hostující), vysoce postavený člen zasáhových jednotek                               |

### Další postavy
| Geraldine James       | Ruth Jahnsová (1. řada), starostka sila                                             |
| Sophie Thompson       | Gloria Hildebrandtová (1. řada), paranoidní žena a poradkyně v oblasti plodnosti    |
| Sienna Guillory       | Hanna Nicholsová (1. řada), doktorka, matka Juliette                                |
| Henry Garrett         | Douglas Trumbull (1. řada), člen bezpečnosti                                        |
| Sonita Henry          | Regina Jacksonová (1. řada), expřítelkyně George Wilkinse, bývalá dealerka relikvií |
| Will Merrick          | Danny (1. řada), hacker, který napadne zabezpečení IT úseku                         |
| Ross McCall           | šerif sila 17 (2. řada), lídr povstání                                              |
| Nick Haverson         | Russell Conroy (2. řada), vedoucí úseku IT v silu 17, Sólův otec                    |
| Pippa Winslow         | Gladys (2. řada), mechanička                                                        |
| George Robinson       | Mark Chambers (2. řada), supervizor ve výrobní dílně                                |
| Sacharissa Claxton    | Frances Boyerová (2. řada), Patrikova neteř                                         |
| Georgina Sadler       | Audrey (2. řada), vůdce přeživších sirotků v silu 17                                |
| Orlando Norman        | Rick (2. řada), přítel Audrey a otec jejich dvou dětí                               |
| Sara Hazemi           | Hope / „Eater“ (2. řada), vyvrhel skupiny v silu 17                                 |
| Lolita Chakrabarti    | Lukasova matka (2. řada)                                                            |
| Amelie Child-Villiers | mladá Juliette                                                                      |
| Charlie Coombes       | mladý Knox                                                                          |
| Ida Brooke            | mladá Shirley                                                                       |
| Cameron Bell          | mladý Jimmy                                                                         |

## Seznam dílů

### První řada (2023)
| Č. v seriálu | Č. v řadě | Původní název     | Český název       | Režie          | Scénář                         | Premiéra na Apple TV+ |
| ------------ | --------- | ----------------- | ----------------- | -------------- | ------------------------------ | --------------------- |
| 1            | 1         | Freedom Day       | Den osvobození    | Morten Tyldum  | Graham Yost                    | 5. května 2023        |
| 2            | 2         | Holston's Pick    | Holstonova volba  | Morten Tyldum  | Jessica Blaire a Cassie Pappas | 5. května 2023        |
| 3            | 3         | Machines          | Stroje            | Morten Tyldum  | Ingrid Escajeda                | 12. května 2023       |
| 4            | 4         | Truth             | Pravda            | David Semel    | Remi Aubuchon                  | 19. května 2023       |
| 5            | 5         | The Janitor's Boy | Údržbářův chlapec | David Semel    | Graham Yost                    | 26. května 2023       |
| 6            | 6         | The Relic         | Relikvie          | Bert & Bertie  | Aric Avelino                   | 2. června 2023        |
| 7            | 7         | The Flamekeepers  | Ochránci plamene  | Bert & Bertie  | Jessica Blaire                 | 9. června 2023        |
| 8            | 8         | Hanna             | Hanna             | Adam Bernstein | Jeffery Wang a Ingrid Escajeda | 16. června 2023       |
| 9            | 9         | The Getaway       | Útěk              | Adam Bernstein | Lekethia Dalcoe                | 23. června 2023       |
| 10           | 10        | Outside           | Venku             | Adam Bernstein | Fred Golan                     | 30. června 2023       |

### Druhá řada (2024)
| Č. v seriálu | Č. v řadě | Původní název     | Český název    | Režie            | Scénář               | Premiéra na Apple TV+ |
| ------------ | --------- | ----------------- | -------------- | ---------------- | -------------------- | --------------------- |
| 11           | 1         | The Engineer      | Mechanička     | Michael Dinner   | Graham Yost          | 15. listopadu 2024    |
| 12           | 2         | Order             | Předpisy       | Michael Dinner   | Fred Golan           | 22. listopadu 2024    |
| 13           | 3         | Solo              | Sólo           | Aric Avelino     | Cassie Pappas        | 29. listopadu 2024    |
| 14           | 4         | The Harmonium     | Harmonium      | Aric Avelino     | Sal Calleros         | 6. prosince 2024      |
| 15           | 5         | Descent           | Sestup         | Amber Templemore | Jenny DeArmitt-Stran | 13. prosince 2024     |
| 16           | 6         | Barricades        | Barikády       | Michael Dinner   | Jeffery Wang         | 20. prosince 2024     |
| 17           | 7         | The Dive          | Ponor          | Michael Dinner   | Katherine DiSavino   | 27. prosince 2024     |
| 18           | 8         | The Book of Quinn | Quinnova kniha | Amber Templemore | Remi Aubuchon        | 3. ledna 2025         |
| 19           | 9         | The Safeguard     | Pojistka       | Amber Templemore | Jessica Blaire       | 10. ledna 2025        |
| 20           | 10        | Into the Fire     | Do ohně        | Amber Templemore | Aric Avelino         | 17. ledna 2025        |

## Produkce

### Natáčení
Natáčení začalo koncem srpna 2021 v Hoddesdonu v Anglii a mělo trvat do druhého čtvrtletí roku 2022. Druhá řada se začala natáčet v červnu 2023 a natáčení skončilo až v březnu 2024. Natáčení třetí řady bylo zahájeno v říjnu 2024.

## Vysílání
Seriál měl premiéru na službě Apple TV+ 5. května 2023, přičemž v tento den byly zveřejněny první dvě epizody. Další díly byly zveřejňovány každý týden až do 30. června. První díl druhé řady byl odvysílán 15. listopadu 2024, dalších 9 dílů bylo postupně vysíláno do 17. ledna 2025 každý týden.